# Anachis adelinae
Anachis adelinae är en snäckart som först beskrevs av Tryon 1883.  Anachis adelinae ingår i släktet Anachis och familjen Columbellidae. Inga underarter finns listade i Catalogue of Life.